# Cimetière de Carnel
Pour les articles homonymes, voir Carnel.
Le cimetière de Carnel est un cimetière situé à Lorient, en France dans le département du Morbihan. Il témoigne du passé industrieux et portuaire de la ville.

## Historique
À l'origine situé dans le village de Kernel, proche de Lorient, et intégré à la ville en 1738, le cimetière est béni le 27 avril 1786. Il est désigné comme lieu de sépulture pour la municipalité en 1804. Les parties les plus anciennes sont situées au centre du cimetière avec la 28e division et la 29e division.

## Personnalités enterrées
Il compte environ 7 000 tombes, dont beaucoup d'anciens notables de la ville.
- Louis Bodelio (1799-1887), médecin et philanthrope qui soigna les Lorientais du choléra
- Auguste Brizeux (1803-1858), poète dit « le barde breton »
- Jean-Baptiste Chaigneau (1769-1832), officier de marine au service de l'empereur d'Annam
- Louis-Aimé Cosmao-Dumanoir (1783-1864), amiral
- André Degoul (1870-1946), journaliste et écrivain breton, époux de Madeleine Desroseaux
- Madeleine Desroseaux (1873-1939), poétesse et romancière bretonnante, épouse d'André Degoul
- Pierre Fatou (1878-1929), mathématicien et astronome
- Auguste Febvrier des Pointes (1796-1855), contre-amiral
- Charles Guillain (1808-1875), contre-amiral
- Jean Le Coutaller (1905-1960), maire de Lorient, député SFIO
- Eugène Mancel (1789-1875), préfet
- Louis Nail (1864-1920), maire de Lorient, garde des sceaux
- Marc Pourpe (1887-1914), pilote d'avion, fils de Liane de Pougy.